# FC Vaduz

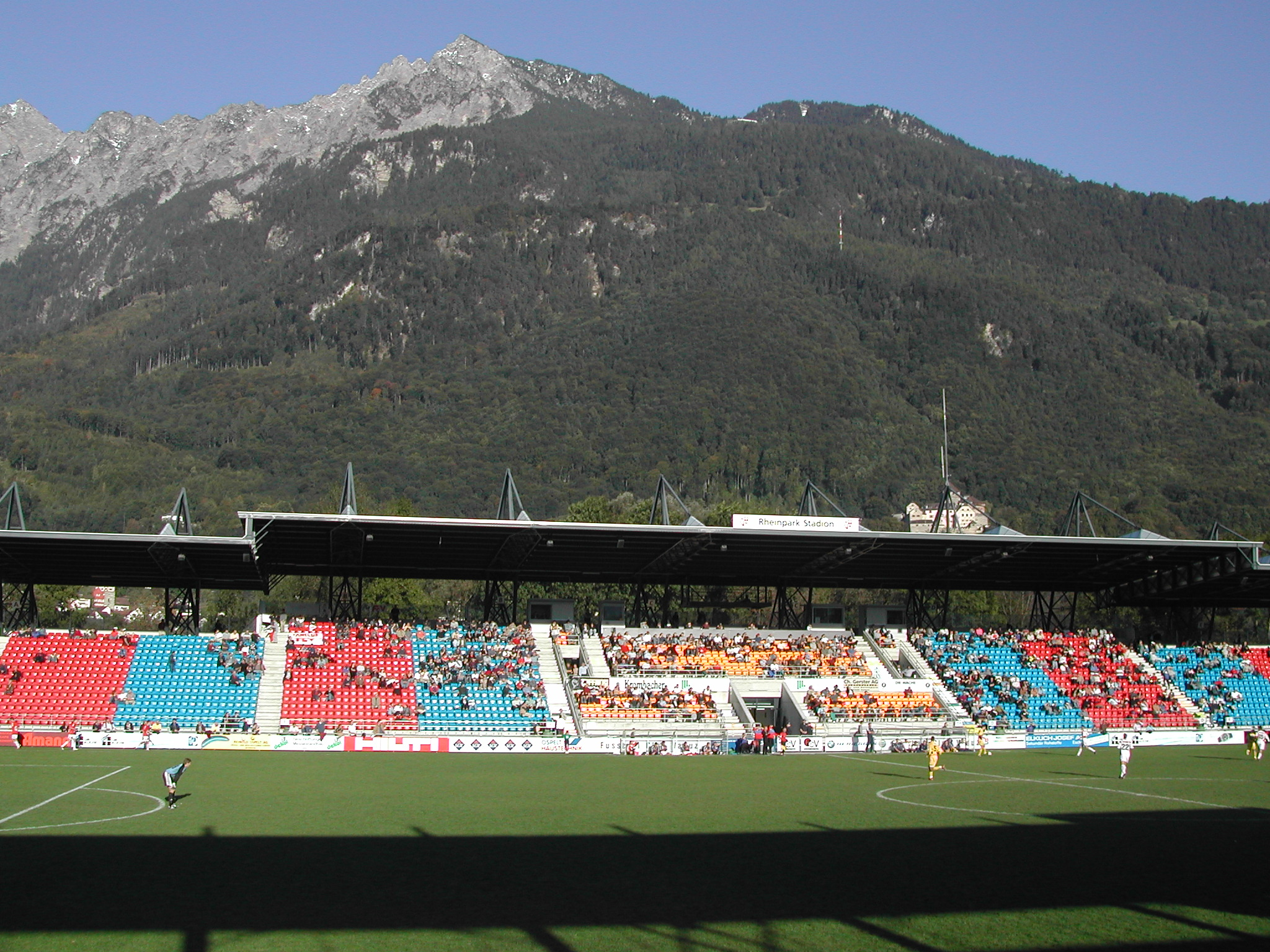
Das Rheinpark Stadion, Heimstadion des FC Vaduz

Der FC Vaduz ist der Fussballverein des Liechtensteiner Hauptorts Vaduz und sowohl Mitglied des Liechtensteinischen Fussballverbands (LFV) als auch des Schweizerischen Fussballverbands (SFV). Nachdem man zwischen 2014 und 2017 in der höchsten Schweizer Fussball-Liga gespielt hatte, stieg die erste Mannschaft in der Saison 2016/17 ab und spielte in der Challenge League, der zweithöchsten Spielklasse in der Schweiz. Zur Saison 2020/21 stieg der Club wieder in die Super League auf, bevor der direkte Wiederabstieg in die Challenge League folgte.
Den liechtensteinischen Cupwettbewerb konnte der FC Vaduz 51 Mal gewinnen, zuletzt 2025. Der Verein hat rund 630 Mitglieder, und die Vereinsfarben sind Rot und Weiss.

## Geschichte
Eine Gründungsversammlung für den Verein gab es im Dezember 1931, nachdem der Vaduzer Gemeinderat die Errichtung eines Fussballplatzes beschlossen hatte. Die erste nachweisliche Urkunde über die Gründung datiert vom 14. Februar 1932, weshalb dieses Datum vom Verein als Gründungstag verwendet wird. Der FC Vaduz schloss sich zunächst dem Vorarlberger Fussballverband an, wechselte aber bereits ein Jahr später in den Spielbetrieb des Schweizer Fussball- und Athletik-Verbandes, des heutigen Schweizerischen Fussballverbandes (SFV). Den ersten grösseren Erfolg erreichte der FCV 1996, damals noch in der 1. Liga des SFV (dritthöchste Liga), mit dem Sieg gegen den lettischen Gegner FC Universitāte Rīga (Hin- und Rückspiel 1:1, Vaduz siegte dann 4:2 im Elfmeterschiessen) im Cup der Cupsieger. Damit hatte man sich für die 1. Hauptrunde qualifiziert, wo man gegen den späteren Finalisten Paris Saint-Germain ausschied.
2001 stieg der FC Vaduz in die Nationalliga B auf, die zweithöchste Schweizer Liga. In den Jahren darauf stand der Aufstieg in die höchste Schweizer Liga, die Super League, auf dem Programm. Sowohl 2004 wie 2005 erreichte der Verein die Barrage, scheiterte dort jedoch. Für die Saison 2005/06 wurde Mats Gren als Trainer verpflichtet. In der ersten Runde der UEFA-Cup-Qualifikation 2006/07 besiegte der FC Vaduz den moldawischen Gegner FC Dacia Chișinău. In der zweiten Runde trafen sie auf den Istanbuler Verein Beşiktaş Istanbul, gegen den sie ausschieden.
Im Jahre 2008 (also in der Saison 2007/08) ging für den FC Vaduz schliesslich der jahrelange Traum in Erfüllung. Nach sieben Jahren Challenge League stieg der FCV als Meister der Challenge League am 12. Mai 2008 direkt in die Axpo Super League auf. Damit war in der höchsten Schweizer Liga zum ersten Mal ein ausländischer Verein vertreten.
Mitte 2008 kam die Frage auf, ob dem FC Vaduz auch nach Ablauf des Vertrages im Jahre 2010 die Teilnahme als Nicht-Schweizer Verein weiterhin erlaubt werden solle. Diese Frage hatte insbesondere auch darum eine gewisse Brisanz, da der FC Vaduz zu dieser Zeit erstmals in der Super League spielte.
Im Juni 2009 wurde vom Schweizerischen Fussballverband der Grundsatzentscheid gefällt, dass der FC Vaduz auch weiterhin die Teilnahmemöglichkeit an der Meisterschaft der Super League und der Challenge League haben sollte.
Im Mai 2010 beschlossen die beiden liechtensteinischen Mannschaften FC Vaduz und USV Eschen-Mauren eine bessere Zusammenarbeit, insbesondere beim Austausch und bei den Entwicklungsmöglichkeiten der Spieler beider Mannschaften. Prinzipiell sollte die Vereinbarung den fehlenden Unterbau beim FC Vaduz ersetzen und die Zusammenarbeit im Sinne des Liechtensteiner Fussballs fördern. Der FC Vaduz gilt dabei als erste Adresse für die Profifussballer.
Den Liechtensteiner Cup konnte der Verein 47-mal gewinnen, von 1998 bis 2011 vierzehn Mal in Folge, wodurch er fast ständig im UEFA-Cup bzw. in der UEFA Europa League vertreten war. 2006 konnte der FC Vaduz im Cupfinal gegen den FC Balzers den Sieg erst nach der Verlängerung erreichen (4:2; 2:2 nach regulärer Spielzeit). Im Jahr 2007 gewann der FC Vaduz den Cupfinal gegen den FC Ruggell mit 8:0. Der Final 2008 brachte ebenfalls keine Überraschung: der FC Balzers wurde mit 4:0 besiegt. 2010 wurde das Finalspiel gegen den USV Eschen-Mauren erst im Elfmeterschiessen entschieden. Dies fiel 5:3 für den FCV aus. 2011 gewann man dann klar 5:0 gegen USV Eschen-Mauren. Im Jahr 2012 gab es allerdings die grosse Überraschung, als der USV Eschen-Mauren mit einem Sieg nach Elfmeterschiessen die Siegesserie des FC Vaduz stoppte.
Am 12. November 2012 trennte sich Vaduz aufgrund der negativen Entwicklung in der Saison 2011/12 von seinem Trainer Eric Orie sowie von dessen Assistenztrainer Martin Schneider mit sofortiger Wirkung. Das Training wurde interimsmässig vom Torhütertrainer Sebastian Selke übernommen. Wenige Tage später verkündete der Verein die Verpflichtung des neuen Trainers Giorgio Contini, der einen Vertrag bis zum Sommer 2014 unterzeichnete. Im September 2013 wurde anlässlich der Generalversammlung mit Ruth Ospelt eine neue Präsidentin des Vereins gewählt. Unter ihrer Leitung erreichte der Verein in der Saison 2013/14 den zweiten Aufstieg in der Geschichte in die höchste Schweizer Liga, die Super League. Die darauffolgende Saison konnte mit 31 Punkten aus 36 Spielen auf dem 9. Rang abgeschlossen werden. Den Ligaerhalt sicherte man sich am vorletzten Spieltag.

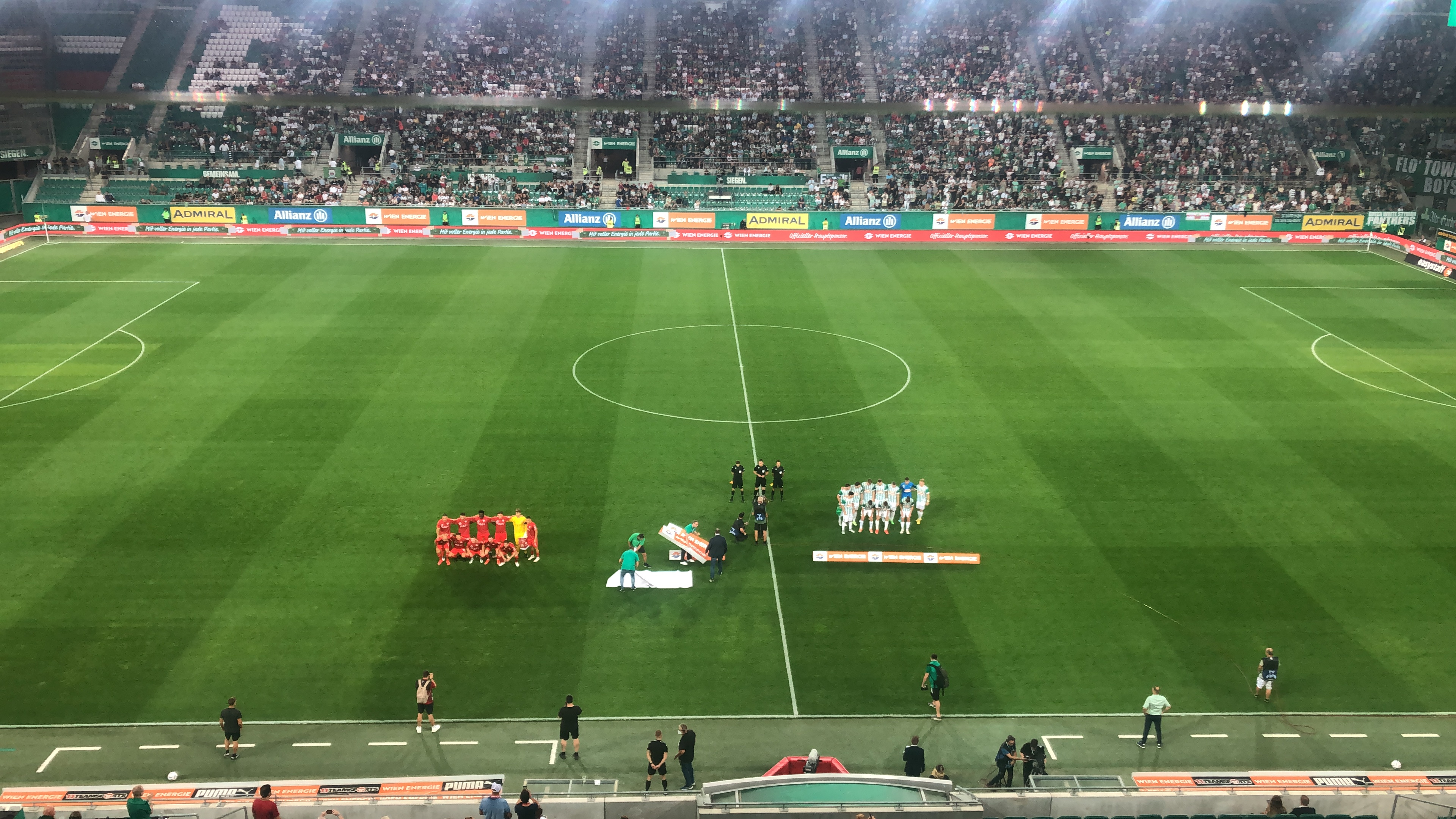
Rapid Wien gegen den FC Vaduz in den Play-offs zur UEFA Europa Conference League 2022/23

Am 7. März 2017 trennte sich der FC Vaduz vom langjährigen Trainer Giorgio Contini. Zwei Wochen später, am 22. März 2017, wurde Roland Vrabec als neuer Trainer vorgestellt. Den Abstieg konnte er aber nicht mehr verhindern. In der ersten Saison nach dem Abstieg landete der FC Vaduz auf Rang vier. Im September 2018 wurde Vrabec aufgrund mässiger Ergebnisse entlassen und durch den ehemaligen liechtensteinischen Nationalspieler Mario Frick ersetzt. Unter Frick beendeten die Liechtensteiner 2018/19 die Spielzeit auf Rang sechs. 2019/20 platzierte sich der Hauptstadtklub auf dem zweiten Rang, der zur Barrage gegen den FC Thun berechtigte. Nach Hin- und Rückspiel gewann der FC Vaduz schliesslich mit insgesamt 5:4 Toren und stieg wieder in die Super League auf. Der Aufsteiger wurde allerdings Letzter, und es folgte der direkte Wiederabstieg.
Mit einem 1:0 gegen Rapid Wien (Hinspiel 1:1) qualifizierte sich der FC Vaduz am 25. August 2022 für die Gruppenphase der UEFA Europa Conference League. Damit gelang erstmals einem Verein aus Liechtenstein die Qualifikation für die Gruppenphase eines europäischen Cupwettbewerbs. Zuvor hatte man sich bereits gegen den türkischen Erstligisten Konyaspor (1:1 und 4:2) sowie den slowenischen Cupsieger FC Koper (1:0 und 1:1 n. V.) durchgesetzt.

## Erfolge
Schweizer Meisterschaft:

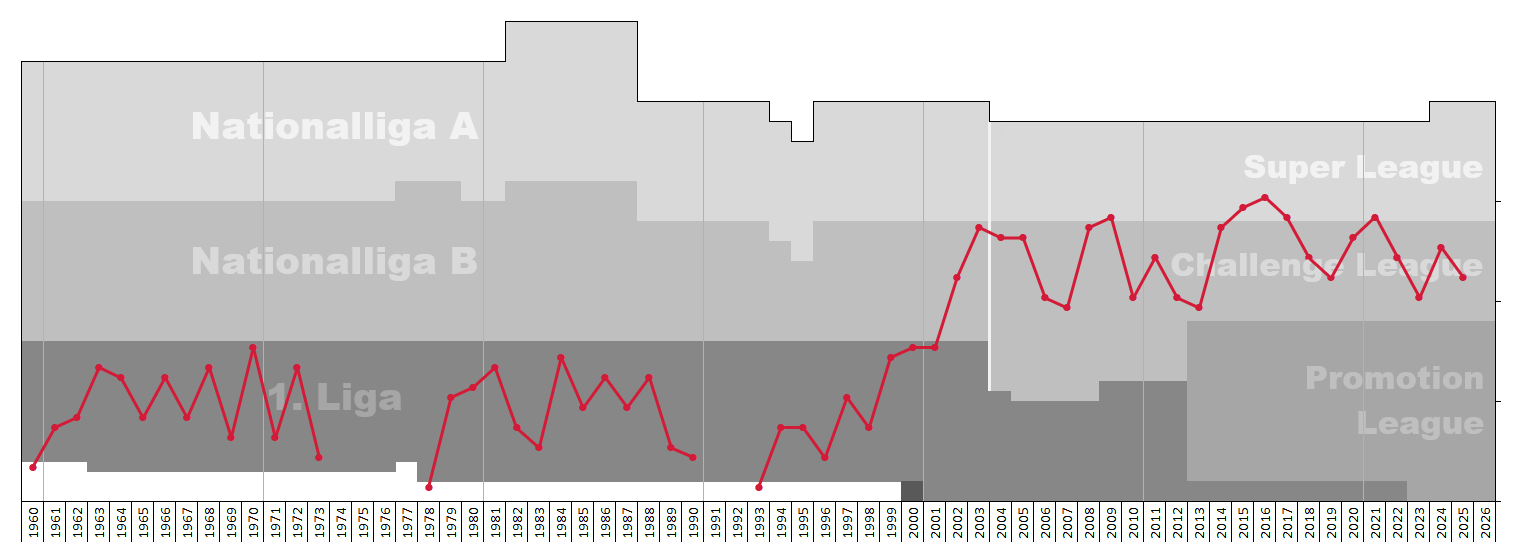
Diagramm: Platzierungen des FC Vaduz

- Meister der Challenge League (2. Spielklasse): 2003, 2008, 2014
- Teilnahme in der Super League (1. Spielklasse): 2008/09, 2014/15, 2015/16, 2016/17, 2020/21

Liechtensteiner Cup (51): (Rekord, der Verein stand bei den 78 Austragungen lediglich 15× nicht im Final)
- 1949, 1952, 1953, 1954, 1956, 1957, 1958, 1959, 1960, 1961, 1962, 1966, 1967, 1968, 1969, 1970, 1971, 1974, 1980, 1985, 1986, 1988, 1990, 1992, 1995, 1996, 1998, 1999, 2000, 2001, 2002, 2003, 2004, 2005, 2006, 2007, 2008, 2009, 2010, 2011, 2013, 2014, 2015, 2016, 2017, 2018, 2019, 2022, 2023, 2024, 2025

## Ewige Tabelle
Der FC Vaduz liegt derzeit auf dem 37. Rang der ewigen Tabelle der höchsten Fussball-Liga der Schweiz (insgesamt 68 Vereine).

## Europacupbilanz
| Saison    | Wettbewerb                    | Runde                  | Gegner                 | Gesamt          | Hin     | Rück          |
| --------- | ----------------------------- | ---------------------- | ---------------------- | --------------- | ------- | ------------- |
| 1992/93   | Cup der Cupsieger             | Vorrunde               | Tschornomorez Odessa   | 01:12           | 0:5 (H) | 1:7 (A)       |
| 1995/96   | Cup der Cupsieger             | Qualifikation          | SK Hradec Králové      | 01:14           | 0:5 (H) | 1:9 (A)       |
| 1996/97   | Cup der Cupsieger             | Qualifikation          | Universitāte Rīga      | 2:2 (4:2 i. E.) | 1:1 (A) | 1:1 n. V. (H) |
| 1996/97   | Cup der Cupsieger             | 1. Runde               | Paris Saint-Germain    | 0:7             | 0:4 (H) | 0:3 (A)       |
| 1998/99   | Cup der Cupsieger             | Qualifikation          | Helsingborgs IF        | 0:5             | 0:2 (H) | 0:3 (A)       |
| 1999/2000 | UEFA-Cup                      | Qualifikation          | FK Bodø/Glimt          | 1:3             | 0:1 (A) | 1:2 (H)       |
| 2000/01   | UEFA-Cup                      | Qualifikation          | Amica Wronki           | 3:6             | 0:3 (A) | 3:3 (H)       |
| 2001/02   | UEFA-Cup                      | Qualifikation          | NK Varaždin            | 4:9             | 3:3 (H) | 1:6 (A)       |
| 2002/03   | UEFA-Cup                      | Qualifikation          | FC Livingston          | (a)1:1(a)       | 1:1 (H) | 0:0 (A)       |
| 2003/04   | UEFA-Cup                      | Qualifikation          | Dnipro Dnipropetrowsk  | 0:2             | 0:1 (H) | 0:1 (A)       |
| 2004/05   | UEFA-Cup                      | 1. Qualifikationsrunde | Longford Town          | 4:2             | 1:0 (H) | 3:2 (A)       |
| 2004/05   | UEFA-Cup                      | 2. Qualifikationsrunde | KSK Beveren            | 2:5             | 1:3 (A) | 1:2 (H)       |
| 2005/06   | UEFA-Cup                      | 1. Qualifikationsrunde | FC Dacia Chișinău      | 2:1             | 2:0 (H) | 0:1 (A)       |
| 2005/06   | UEFA-Cup                      | 2. Qualifikationsrunde | Beşiktaş Istanbul      | 1:6             | 0:1 (H) | 1:5 (A)       |
| 2006/07   | UEFA-Cup                      | 1. Qualifikationsrunde | Újpest Budapest        | 4:1             | 4:0 (A) | 0:1 (H)       |
| 2006/07   | UEFA-Cup                      | 2. Qualifikationsrunde | FC Basel               | (a)2:2(a)       | 0:1 (A) | 2:1 (H)       |
| 2007/08   | UEFA-Cup                      | 1. Qualifikationsrunde | Dinamo Tiflis          | 0:2             | 0:2 (A) | 0:0 (H)       |
| 2008/09   | UEFA-Cup                      | 1. Qualifikationsrunde | HŠK Zrinjski Mostar    | 1:5             | 1:2 (H) | 0:3 (A)       |
| 2009/10   | UEFA Europa League            | 2. Qualifikationsrunde | FC Falkirk             | 2:1             | 0:1 (A) | 2:0 n. V. (H) |
| 2009/10   | UEFA Europa League            | 3. Qualifikationsrunde | Slovan Liberec         | 0:3             | 0:1 (H) | 0:2 (A)       |
| 2010/11   | UEFA Europa League            | 2. Qualifikationsrunde | Brøndby IF             | 0:3             | 0:3 (A) | 0:0 (H)       |
| 2011/12   | UEFA Europa League            | 2. Qualifikationsrunde | FK Vojvodina           | (a)3:3(a)       | 0:2 (H) | 3:1 (A)       |
| 2011/12   | UEFA Europa League            | 3. Qualifikationsrunde | Hapoel Tel Aviv        | 2:5             | 0:4 (A) | 2:1 (H)       |
| 2013/14   | UEFA Europa League            | 1. Qualifikationsrunde | Tschichura Satschchere | (a)1:1(a)       | 0:0 (A) | 1:1 (H)       |
| 2014/15   | UEFA Europa League            | 1. Qualifikationsrunde | College Europa FC      | 4:0             | 3:0 (H) | 1:0 (A)       |
| 2014/15   | UEFA Europa League            | 2. Qualifikationsrunde | Ruch Chorzów           | 2:3             | 2:3 (A) | 0:0 (H)       |
| 2015/16   | UEFA Europa League            | 1. Qualifikationsrunde | SP La Fiorita          | 10:10           | 5:0 (A) | 5:1 (H)       |
| 2015/16   | UEFA Europa League            | 2. Qualifikationsrunde | FC Nõmme Kalju         | 5:1             | 3:1 (H) | 2:0 (A)       |
| 2015/16   | UEFA Europa League            | 3. Qualifikationsrunde | FC Thun                | (a)2:2(a)       | 0:0 (A) | 2:2 (H)       |
| 2016/17   | UEFA Europa League            | 1. Qualifikationsrunde | Sileks Kratovo         | 5:2             | 3:1 (H) | 2:1 (A)       |
| 2016/17   | UEFA Europa League            | 2. Qualifikationsrunde | FC Midtjylland         | 2:5             | 0:3 (A) | 2:2 (H)       |
| 2017/18   | UEFA Europa League            | 1. Qualifikationsrunde | Bala Town              | 5:1             | 2:1 (A) | 3:0 (H)       |
| 2017/18   | UEFA Europa League            | 2. Qualifikationsrunde | Odds BK                | 0:2             | 0:1 (H) | 0:1 (A)       |
| 2018/19   | UEFA Europa League            | 1. Qualifikationsrunde | Lewski Sofia           | (a)3:3(a)       | 1:0 (H) | 2:3 (A)       |
| 2018/19   | UEFA Europa League            | 2. Qualifikationsrunde | FK Žalgiris Vilnius    | 1:2             | 0:1 (A) | 1:1 (H)       |
| 2019/20   | UEFA Europa League            | 1. Qualifikationsrunde | Breiðablik Kópavogur   | 2:1             | 0:0 (A) | 2:1 (H)       |
| 2019/20   | UEFA Europa League            | 2. Qualifikationsrunde | Fehérvár FC            | 2:1             | 0:1 (A) | 2:0 (H)       |
| 2019/20   | UEFA Europa League            | 3. Qualifikationsrunde | Eintracht Frankfurt    | 0:6             | 0:5 (H) | 0:1 (A)       |
| 2020/21   | UEFA Europa League            | 1. Qualifikationsrunde | Hibernians Paola       | 0:2             | 0:2 (H) | 0:2 (H)       |
| 2021/22   | UEFA Europa Conference League | 2. Qualifikationsrunde | Újpest Budapest        | 2:5             | 1:2 (A) | 1:3 (H)       |
| 2022/23   | UEFA Europa Conference League | 2. Qualifikationsrunde | NK Koper               | 2:1             | 1:0 (A) | 1:1 n. V. (H) |
| 2022/23   | UEFA Europa Conference League | 3. Qualifikationsrunde | Konyaspor              | 5:3             | 1:1 (H) | 4:2 (A)       |
| 2022/23   | UEFA Europa Conference League | Play-offs              | SK Rapid Wien          | 2:1             | 1:1 (H) | 1:0 (A)       |
| 2022/23   | UEFA Europa Conference League | Gruppenphase           | Apollon Limassol       | 0:1             | 0:0 (H) | 0:1 (A)       |
| 2022/23   | UEFA Europa Conference League | Gruppenphase           | AZ Alkmaar             | 2:6             | 1:4 (A) | 1:2 (H)       |
| 2022/23   | UEFA Europa Conference League | Gruppenphase           | SK Dnipro-1            | 3:4             | 2:2 (A) | 1:2 (H)       |
| 2023/24   | UEFA Europa Conference League | 1. Qualifikationsrunde | FK Njoman Hrodna       | 2:3             | 1:2 (H) | 1:1 (A)       |
| 2024/25   | UEFA Conference League        | 2. Qualifikationsrunde | St Patrick’s Athletic  | 3:5             | 1:3 (A) | 2:2 (H)       |
| 2025/26   | UEFA Conference League        | 2. Qualifikationsrunde | Dungannon Swifts       | 3:1             | 0:1 (H) | 3:0 n. V. (A) |
| 2025/26   | UEFA Conference League        | 3. Qualifikationsrunde | AZ Alkmaar             | 0:4             | 0:3 (A) | 0:1 (H)       |

Gesamtbilanz: 99 Spiele, 25 Siege, 23 Unentschieden, 51 Niederlagen, 104:167 Tore (Tordifferenz −63)
Stand: 14. August 2025

## Personen

### Kader der Saison 2025/26
Stand: 19. August 2025
| Nr. |               | Position | Name              |
| --- | ------------- | -------- | ----------------- |
| 1   | Liechtenstein | TW       | Benjamin Büchel   |
| 3   | Schweiz       | AB       | Malik Sawadogo    |
| 4   | Liechtenstein | MF       | Nicolas Hasler    |
| 5   | Schweiz       | AB       | Liridon Berisha   |
| 6   | Albanien      | AB       | Denis Simani      |
| 7   | Schweiz       | MF       | Dominik Schwizer  |
| 8   | Schweiz       | MF       | Stephan Seiler    |
| 9   | Osterreich    | ST       | Marcel Monsberger |
| 11  | Spanien       | ST       | Javi Navarro      |
| 12  | Kanada        | ST       | Ayo Akinola       |
| 14  | Schweiz       | AB       | Mischa Beeli      |
| 16  | Schweiz       | MF       | Gabriele De Donno |

| Nr. |               | Position | Name                     |
| --- | ------------- | -------- | ------------------------ |
| 17  | Portugal      | ST       | Angelo Campos            |
| 18  | Liechtenstein | MF       | Alessio Hasler           |
| 19  | Kosovo        | AB       | Florian Hoxha            |
| 20  | Deutschland   | MF       | Luca Mack                |
| 21  | Liechtenstein | TW       | Tim-Tiado Oehri          |
| 22  | Schweiz       | MF       | Mischa Eberhard          |
| 24  | Schweiz       | AB       | Cédric Gasser            |
| 25  | Deutschland   | TW       | Leon Schaffran           |
| 26  | Schweiz       | MF       | Mats Hammerich           |
| 27  | Deutschland   | AB       | Niklas Lang              |
| 29  | Schweiz       | ST       | Jonathan De Donno        |
| 30  | Schweiz       | MF       | Ronaldo Dantas Fernandes |

### Trainerchronik
- 1961–1963    Otto Pfister
- 1983–1985    Hans Krostina
- 1989–1990    Helmut Richert
- 1996–1997    Hansruedi Fässler
- 1997–1999    Alfons Dobler
- 1999–2002    Uwe Wegmann
- 2002–2003    Walter Hörmann
- 2003–2005    Martin Andermatt
- 2005–2006    Mats Gren
- 2006–2007    Maurizio Jacobacci
- 200700000    Hans-Joachim Weller
- 2007–2008    Heinz Hermann
- 2008–2010    Pierre Littbarski
- 2010–2012    Eric Orie
- 201200000    Sebastian Selke (interim)
- 2012–2017    Giorgio Contini
- 201700000    Daniel Hasler (interim)
- 2017–2018    Roland Vrabec
- 201800000    Thomas Stickroth (interim)
- 2018–2021    Mario Frick
- 202200000    Alessandro Mangiarratti
- 2022–2023    Jürgen Seeberger
- 202300000    Jan Mayer (interim)
- 2023–2024    Martin Stocklasa
- 2024–0000    Marc Schneider

### Bisherige Präsidenten
- 1932–1933   Johannes Walser[1]
- 1933–1934   Willy Huber
- 1934–1936   Anton Konrad
- 1936–1943   Rudolf Strub
- 1943–1948   Hans Verling
- 1948–1950   Albert Caminada
- 1950–1951   Felix Real[13]
- 1951–1955   Hans Verling
- 1955–1956   Anton Ospelt
- 1956–1961   Otto Hasler
- 1961–1964   Engelbert Schreiber
- 1964–1967   Hilmar Ospelt
- 1967–1971   Kurt Frommelt
- 1971–1973   Norbert Vogt
- 1973–1979   Reinhard Walser[14]
- 1979–1983   Reinold Ospelt
- 1983–1988   Alfons Thöny
- 1988–1990   Andy Rechsteiner
- 1990–1997   Werner Keicher[15]
- 1997–2001   Manfred Moser
- 2001–2003   Marc Brogle
- 2003–2008   Hanspeter Negele[16]
- 2008–2009   Franz Schädler (ad interim)
- 2009–2010   Lorenz Gassner (kommissarisch)[17]
- 2010–2013   Albin Johann[18]
- 2013–2019   Ruth Ospelt
- seit 2019 Patrick Burgmeier